# 8817 Roytraver
8817 Roytraver è un asteroide della fascia principale. Scoperto nel 1985, presenta un'orbita caratterizzata da un semiasse maggiore pari a 2,1981301 UA e da un'eccentricità di 0,1338773, inclinata di 5,08302° rispetto all'eclittica.